# Bataille de Krasnobród
Seconde Guerre mondiale
Batailles
Campagne de Pologne :
- Ultimatum allemand
- Ordre de bataille
- Opération Himmler
- Plan Pékin
- Plan Worek
- Baie de Dantzig
- Défense de la poste centrale de Dantzig
- Westerplatte
- Grudziądz
- Mokra
- Węgierska Górka
- Krojanty
- Forêt de Tuchola
- Borowa Góra
- Wizna
- La Bzura
- Hel
- Jarosław
- Brest-Litovsk
- Tête de pont roumaine
- Invasion soviétique
- Lwów
- Modlin
- Tomaszów Lubelski
- Grodno
- Krasnobród
- Wilno
- Varsovie
- Szack
- Wytyczno
- Kock

La bataille de Krasnobród eut lieu le 23 septembre 1939 près de la ville de Krasnobród en Pologne. Elle opposa les forces de l'armée polonaise aux Allemands de la Wehrmacht, au cours de la campagne de Pologne, pendant la Seconde Guerre mondiale. C'est l'une des dernières batailles du front européen dans laquelle la cavalerie a été utilisée par les deux belligérants.

## La bataille
À environ 7 heures, ce jour-là, un groupe de cavaliers polonais de la Brigade de cavalerie Nowogrod sort de la forêt entre Zamość et Tomaszów Lubelski. Les Uhlans du 25e régiment polonais, placés sous le commandement du lieutenant-colonel Bohdan Stachlewski (pl) forment l'avant-garde de la formation et ont pour mission de reprendre la ville stratégique de Krasnobród. La 8e division d'infanterie allemande a fortifié la ville située sur une colline, avec deux rangées de tranchées. Afin de minimiser l'effet de supériorité numérique aux yeux de l'ennemi, le commandant polonais divise ses forces en deux et lance une charge de cavalerie, où chaque escadron charge séparément en différents endroits du front.
Les forces allemandes sont prises par surprise et le premier escadron polonais franchit avec succès les positions ennemies, tandis que l'infanterie allemande entame une retraite chaotique vers le centre-ville, poursuivie par la cavalerie polonaise donnant du sabre et de la lance. Le second escadron, commandé par le lieutenant Tadeusz Gerlecki lance sa charge vers la colline. Une unité de cavalerie de la 8e division d'infanterie allemande contre-attaque depuis la hauteur, mais se fait repousser dans ce qui est l'une des dernières batailles de cavalerie de la Seconde Guerre mondiale. Les unités polonaises pénètrent dans la ville. Bien que les Polonais subissent de lourdes pertes dues aux mitrailleuses allemandes (l'escadron de Gerlecki est réduit à 30 hommes), la ville est finalement reprise, et une centaine de soldats allemands sont faits prisonniers (dont l'officier commandant, le général Rudolf Koch-Erpach). Quarante combattants polonais capturés plus tôt par les Allemands sont libérés.